# Пряничная доска

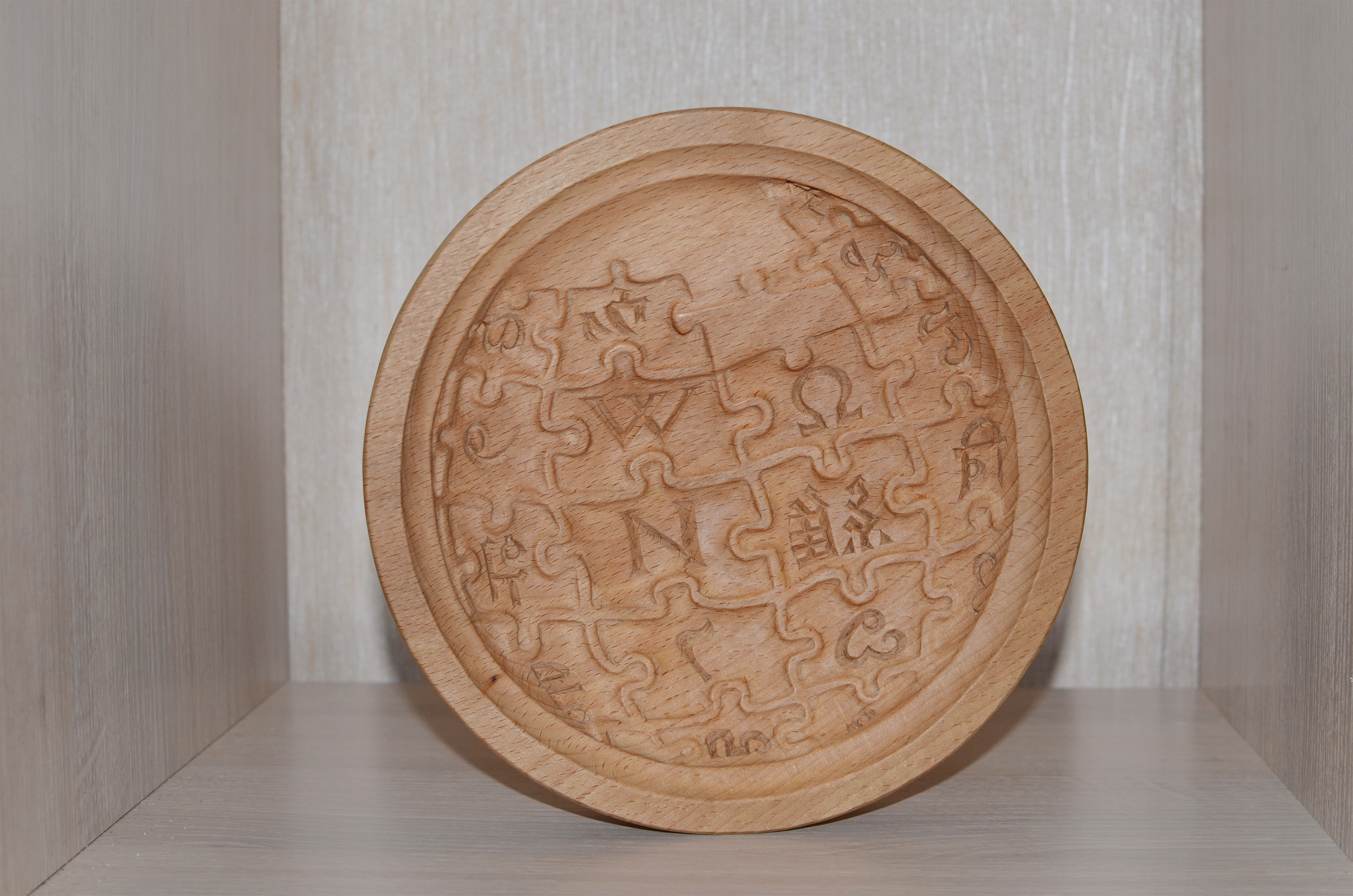
Современная пряничная доска

Пряничная доска, также доска-пряница или пряничная изложница — форма из древесины лиственных видов деревьев с вырезанным на ней контррельефным узором для создания отпечатка на пряниках. Современные мастера для изготовления досок-пряниц часто используют технику выемчатой резьбы.
Некоторые пряничные доски предназначались для ежедневного использования, другие создавались специально для определённых дат и событий, например, для свадеб и других праздничных гуляний. Процесс создания пряника назывался печатанием, а пряники, созданные оттиском такой доски, — печатными. Основными темами, которые присутствовали в украшении пряничных досок, были восточные орнаменты, народные символы, западные мотивы и темы окружающего людей быта. Основными местами производства пряников на Руси были Вологодская, Новгородская, Архангельская,  Тверская, Тульская, Рязанская, Псковская, Харьковская и Ярославская губернии. В городе Рыбинске активно выпекались печатные пряники, а для их производства применялись пряничные доски. В Германии (центры производства — Нюрнберг, Аахен, Пульсниц) пряничные доски вырезали пекари — кандидат на звание подмастерья пряничника должен был изготовить пряничную форму — или странствующие ремесленники. В некоторых местностях производство пряничных досок было тесно связано с производством форм для набивных тканей.

## История

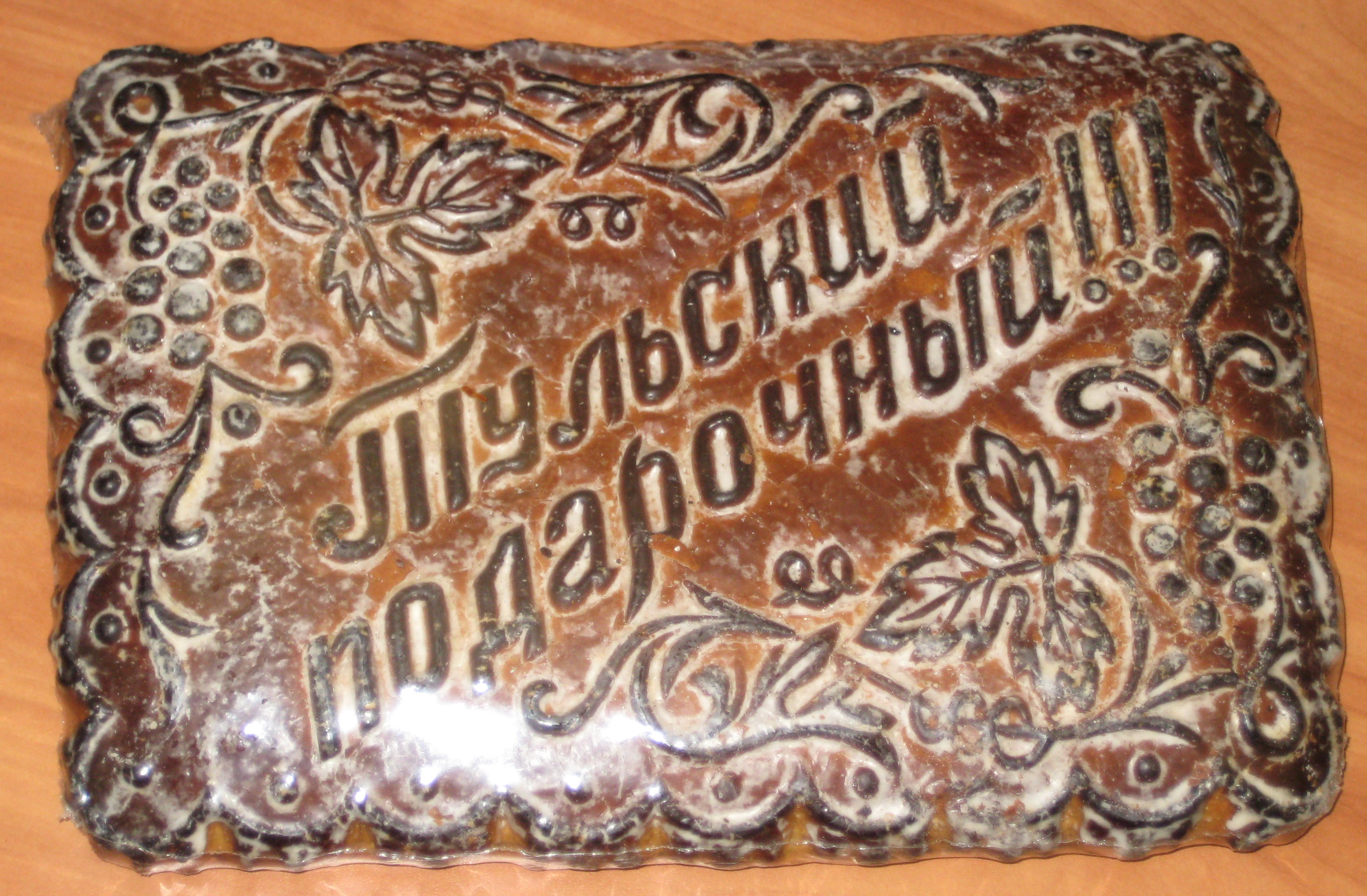
Тульский пряник

### XV—XVI век
В Европе наибольшей славой пользовались пряничные изделия из Нюрнберга (франконские печатные пряники — нем. Formgebäck). Город с эпохи Средневековья славился торговлей пряностями, привозимыми с Востока. Первое документальное упоминание нюрнбергских пряников датируется 1487 годом, когда император Фридрих IV перед праздником Вознесения раздавал пряники со своим портретом нюрнбергским детям. Помимо дерева для пряничных форм использовались и другие материалы, в частности глина, камень. Глиняные формы, в отличие от деревянных, были известны ещё в античную эпоху. Однако деревянные доски для массового выпуска пряников были  наиболее удобными. Самые ранние европейские деревянные формы, сохранившиеся до наших дней, датируются XVI веком.

### XVII век
О пряниках и пряничных досках отсутствует информация в книге — памятнике русской литературы «Домострой», написанной в 1547 году, хотя в источнике был указан список всех кулинарных изделий того времени. Первые упоминания о пряничных досках на Руси стали появляться в XVII веке, после того как из-за рубежа стали привозить пряности, используемые для изготовления пряничного теста. В 1607 году о пряниках пишет купец Тённис Фенне, составивший во Пскове русско-немецкий разговорник часто употребляемых слов. Он называет пряник «Пьпраником» — родом сладкой медовой коврижки с пряностями и перцем. Были найдены деревянные резные пряничные доски, изготовленные в словацких Кошице в 1631 году и в Банска-Быстрице в 1635 году.
О медовых пряниках в Москве в 1670-х годах упоминает курляндский дипломат Якоб Рейтенфельс. Из документа XVII века известно, что рисунки для московских пряничных досок создавали «кормовые московские и городские иконописцы». В писцовой книге, датируемой 1685 годом, есть упоминание о тульском прянике. В белорусских архивных документах, датируемых XVII веком, сохранились сведения о местных пряничниках.
В Европе, кроме нюрнбергских, славились также печатные пряники из Торуня (торуньские «катажинки» упоминаются впервые в 1640 году), известны они были и в России. В Аахене, как и в других немецких городах, изготовлением пряничных досок занимались сами пряничники. Выдерживающий экзамен на звание подмастерья должен был вырезать или выдолбить пряничную форму. В собрании Краеведческого музея Франкенберга самая ранняя пряничная доска (в форме сердца, 21 × 23 см) датируется концом XVII века. Название местных пряников (нем. Aachener Printen) восходит к древневерхнегерманскому print или prent. Аахенские принты, так же как и нюрнбергские, изготавливались из тёмного теста с большим содержанием пряностей. Тесто либо вдавливалось в модель, либо на нём отпечатывался рисунок. Первоначально образцами для пряничных форм, помимо оригинальных произведений резчиков, служили гравюры на дереве и меди, широко распространявшиеся по Германии, а также предметы ювелирного искусства. В эпоху барокко ассортимент форм расширяется, мастерство исполнителей возрастает, наряду с примитивными произведениями появляются более сложные.

### XVIII век
Одним из мастеров пряничных досок в XVIII веке был человек по имени Матвей Ворошин. Он проживал в Городце и занимался резьбой по дереву, был автором многочисленных гербово-теремных композиций. Ворошин — один из немногих мастеров (наряду с ещё одним городецким резчиком Петром Прянишниковым), которые выполняли доски по собственным рисункам. Пряничные доски, созданные Матвеем Ворошиным, сохранились до наших дней и находятся в коллекциях Эрмитажа, а также Государственного исторического и Русского музеев, а в Рыбинском музее-заповеднике сохранилась доска с подписью мастера. В 1717 году в Твери торговал среди прочих товаров вяземскими пряниками и коврижками крестьянин Осташковской слободы Игнатий Уткин. Во второй половине XVIII века для изготовления пряников было распространено использование фигурных, штучных, наборных и почётных типов досок.

### XIX—XX век

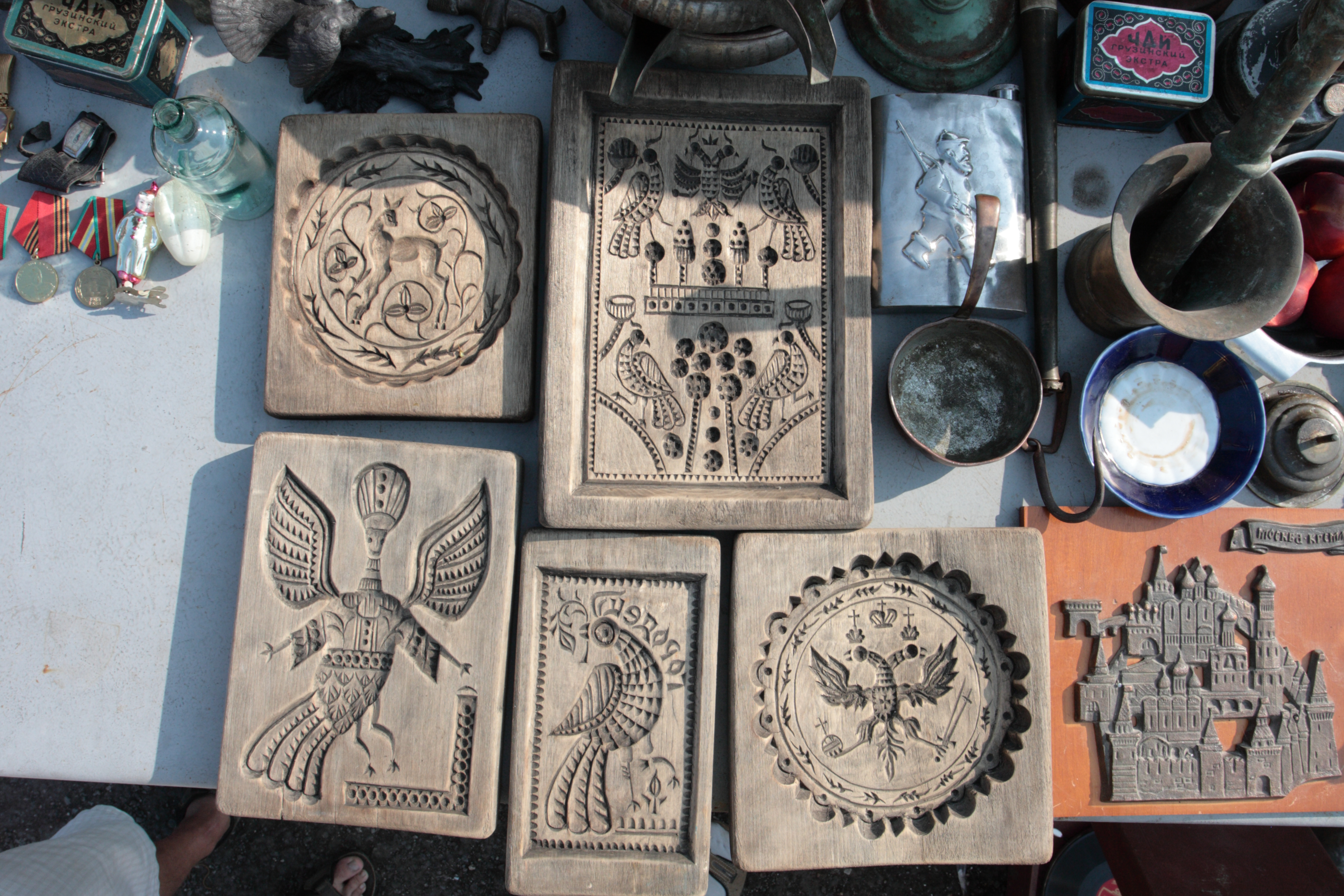
Доски для печатания пряников. Городец

Доски-пряницы были в хозяйстве у многих семей, также их использовали на пряничных торгово-производственных предприятиях в XIX веке. Пряники можно было приготовить несколькими способами, но создание рельефов при помощи пряничных досок было наиболее распространённым явлением. Изделия отличались своей функциональностью. Одни могли служить для изготовления отпечатка одного или двух пряников, но были и те, которые позволяли создавать отпечатки для 120 пряников.
Для придания характерной формы вяземским пряникам использовалась доска, которая содержала до 50 одинаковых продолговатых делений. Каждое деление включало три буквы «вяз», которые украшали изделие и вызывали ассоциации с его названием. Вначале на прянике делали отпечаток, затем помещали в печь, а уже готовый продукт разрезали ножом по специальным углублениям. Так за один раз можно было приготовить до 50 одинаковых пряников. По такой технологии выпекались и «разгонные» пряники, которые раздавались некоторым гостям в конце устраиваемых праздников. Характерной особенностью таких пряников были растительные или животные мотивы с разными орнаментами. Некоторые из старых досок, сохранившихся до наших времён, изготавливались из нижней части ствола берёзы или груши. Чтобы доски были прочнее, их края смазывали воском. Только после выполнения этих процедур на доску наносился рисунок. В Германии в XIX веке при помощи пряничной доски из пряного теста выпекали шпрингерле — традиционное рождественское печенье, популярное во Франконии и Швабии. Фигурные пряники служили украшением рождественской ёлки, и их часто дарили детям.
В 1863 году в городе Рыбинске работали 20 мастеров-пряничников. В конце XIX века в городе Городец работало около 16 пряничных пекарен, продукцию которых поставляли на ярмарки в Нижний Новгород, Кинешму и Сызрань. В Городце было налажено производство пряничных досок, которые поставлялись и в другие города. Как и городецкие, тверские доски пользовались популярностью у пряничников России. В 1859 году в Твери работало четыре резчика, восемь рабочих и три ученика. Пекари старались обращаться за заказами к лучшим мастерам по дереву для изготовления пряничных досок, от их качества зависели качество пряника и его внешний вид. Производство пряничных досок было также развито в Москве, Туле,  Вязьме, Архангельске и Вологде.
Белорусские мастера этого периода резали пряничные доски с изображением людей, растений и животных в «наивно-реалистическом плане», давая формы максимально обобщённо, без проработки деталей, учитывая таким образом специфику материала — теста, которым невозможно воспроизвести сложный мелкий рисунок, как, например, в глине. Производство пряников было развито в Орше, Дубровно, Копысе; изготовлением досок занимались городские ремесленники и жители местечек.
Вторая половина XIX — начало XX века — время становления этнографии как научной дисциплины. Во всех слоях общества появился интерес к истории страны, народному творчеству и быту, пряничные доски, наряду с другими предметами старины, стали объектом коллекционирования и изучения, а среди дворян стало модным украшать ими интерьеры усадеб. Коллекция пряничных досок Государственного Исторического музея, основанного в 1872 году, была почти полностью сформирована из частных собраний, в том числе П. И. Щукина, Седова, А. С. Уварова. В этот период появляются альбомы досок различных местностей (И. А. Голышев, И. А. Рязановский, А. А. Бобринский, Д. А. Ровинский).
В 1920-х годах выходит в свет статья В. С. Воронова «Пряничные доски» — первая научная работа, посвящённая деревянным формам для пряников. Производство пряников и пряничных досок пришло в упадок в первой половине XX века. В 1950-х годах пряничная промышленность стала постепенно восстанавливаться, но былых масштабов так и не достигла.
К началу 1980-х годов производство пряников сохранилось на предприятиях Москвы, Тулы и Вязьмы, пряничные доски для работы этих предприятий изготавливали резчики по дереву.

### XXI век

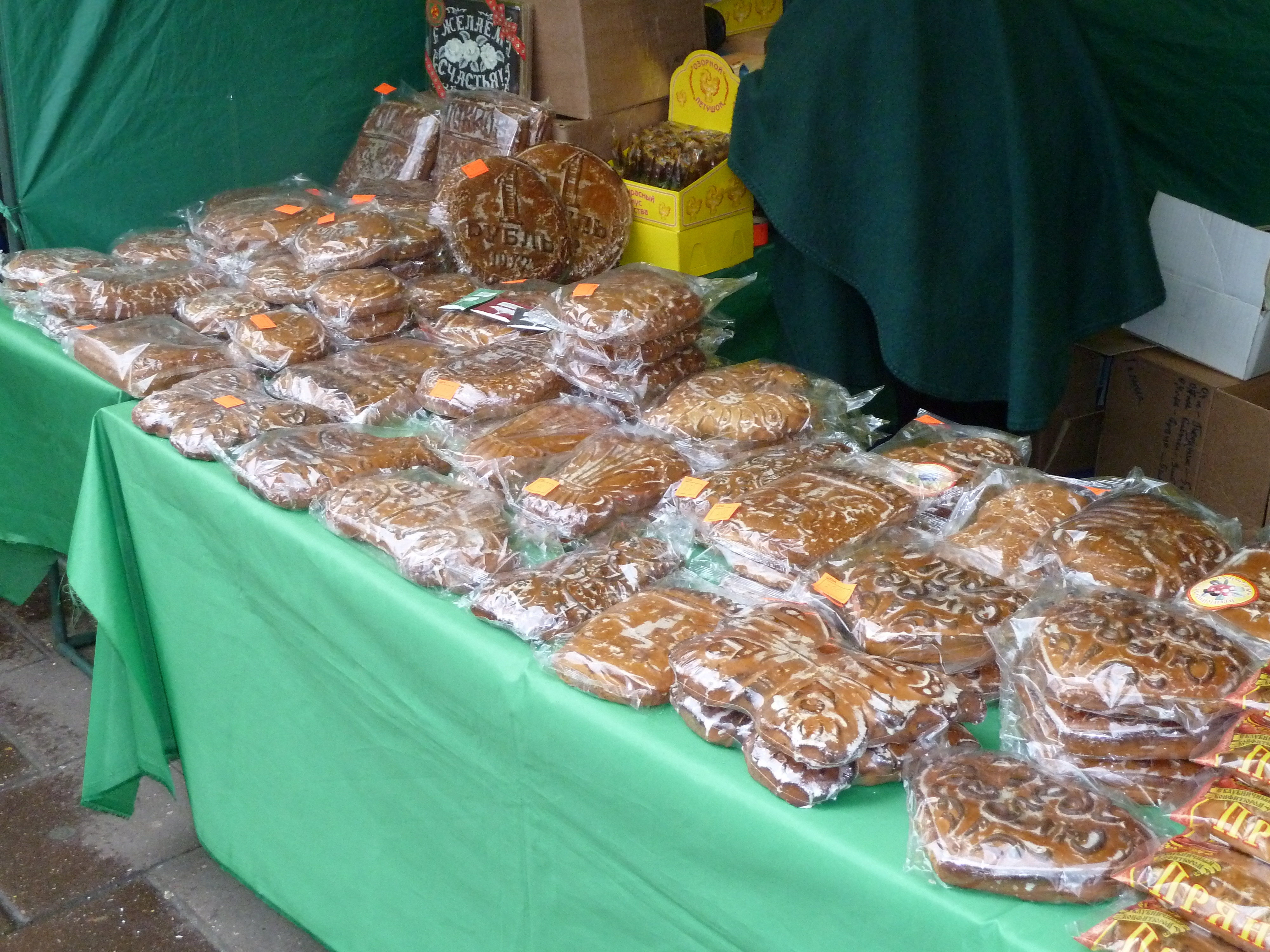
Современные пряники

Многие пряничные доски, созданные в XVIII, XIX и в начале XX века, собраны в фондах Рыбинского государственного историко-архитектурного и художественного музея-заповедника, демонстрируются общественности на экспозиции «Пряничные выставки, или История со вкусом», которая периодически открывается в разных городах.
Осенью 2014 года эта выставка открылась в Белгороде. Среди экспонатов были подносные почётные пряничные доски, изготовленные в первой половине XIX века, 3 пряничные доски, находящиеся в коллекции музея с 1936 года, и 40 досок, найденных во время экспедиции сотрудниками музея в 1927 году. Некоторая часть экспозиции раньше была частью коллекции и собственностью дворянина Евгения Опочинина из Рыбинска. Евгений Николаевич Опочинин владел имением Максимовское, в котором находился шкаф, отделанный пряничными формами. На выставке были представлены разные формы для пряников: почётные, подносные, разгонные, формы для сватовства.
В 2015 году состоялось открытие этой же выставки в Музейно-выставочном центре «Тульские древности». На выставке были представлены 53 пряничные доски, часть которых была создана в XVIII веке. Эти доски были изготовлены в Московской, Нижегородской и Ярославской губерниях. 13 апреля 2016 года они же экспонировались в Елабужском государственном музее-заповеднике. Были также представлены современные пряничные доски, которые сейчас используются при создании елабужских пряников. В XXI веке в Государственном историческом музее хранятся доски, которые изготавливались на старых пряничных предприятиях XVIII—XIX веков.
В 2024 году выставка «Русский стиль» открылась в Псковском музее-заповеднике. Среди экспонатов представлены предметы быта, изготовленные из дерева (набойные и пряничные доски), керамики (изразцы) и других материалов из коллекции Н. Л. Шабельской.

## Изготовление пряничной доски

### Древесина
Для создания пряничной доски мастера использовали нескольких видов древесины: от берёзы и липы до груши и ивы, использовалась также древесина ольхи и осины. В Европе предпочитали резать доски из верхушечной части ствола груши, а также грецкого ореха, бука, ели, клёна, реже дуба, с конца XVIII века широко применялся самшит. Последний высоко ценился гравёрами за однородную структуру древесины. Как отмечает австрийский этнолог Э. Хёранднер, приблизительно до 1600 года германские резчики использовали торцовые доски, в XVII веке они перешли на доски продольной распиловки.
Дерево выбирали с учётом будущего рельефа доски, который планировал создать мастер. Пряничная доска с небольшим и тонким узором резалась из твёрдой древесины берёзы или груши, так как именно эти виды деревьев отвечали предъявляемым требованиям, отличались прочностью и служили многие годы. Для создания пряничных досок с объёмными, пластичными деталями рельефа часто использовали древесину липы, которая благодаря своей мягкости легко поддавалась обработке, однако изделия из неё были недолговечны. Известны также составные формы, где резная часть из древесины высокого качества крепилась на пластину из дерева низшего с помощью клея или металлических дюбелей.
Перед началом работы материал осматривали на предмет трещин или гнили, затем просушивали. В наше время для создания пряничной доски может быть использована разделочная доска из липы, осины, берёзы и древесина некоторых фруктовых деревьев. Разделочные доски, толщина которых меньше 20 миллиметров, подходят для создания поверхностных рельефов, а материал, толщина которого около 20—25 миллиметров, подходит для создания узоров большей глубины.

### Эскиз пряничной доски

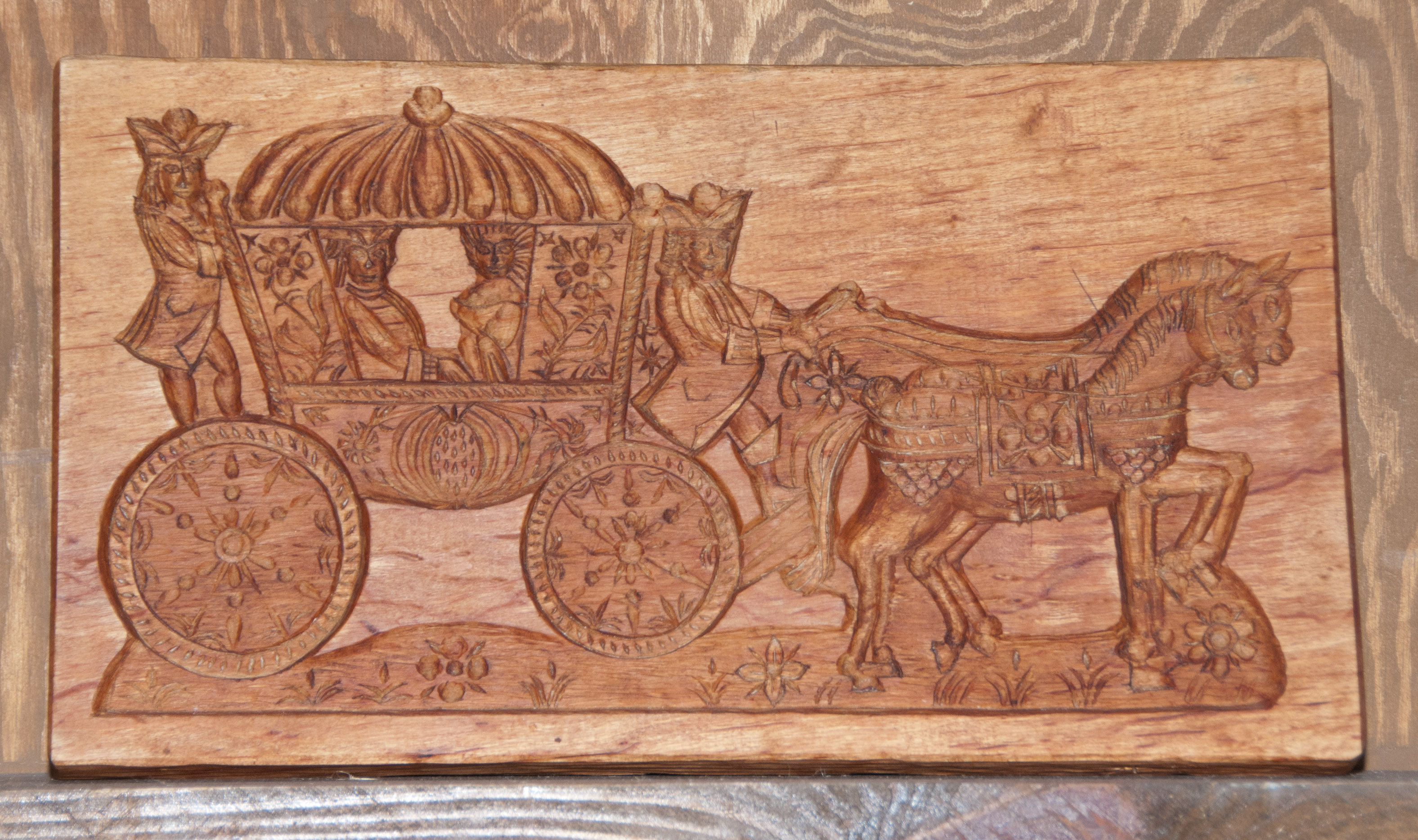
Пряничная доска. Торунь

Изготовление пряничной доски начинается с создания специального эскиза с оригинальным рисунком. Используют карандаш и бумажный лист, размер которого должен быть равен площади будущей пряничной доски. На бумагу наносится эскиз, с соблюдением главного правила — чёткости линий. В процессе разработки эскиза резцами или стамесками выполняются пробные узоры. Такой подход позволяет сделать итоговый вариант узора более качественным. Также в роли пробного варианта используют пластилин светлого цвета, на котором хорошо отпечатываются и становятся видными созданные узоры. Разработанный эскиз может и не быть окончательным вариантом, так как в процессе работы мастера, обладая пространственным воображением, вносят свои правки.
Нарисованный эскиз переводится на доску не всегда с применением копировальной бумаги. Для выемчатой резьбы нужно нанести на деревянную доску контуры основных характерных линий. Для резьбы используются специальные инструменты: резаки, ножи-косяки, прямые, а также полукруглые стамески. Карандашом наносят задуманные линии, резаками и полукруглыми стамесками делают по ним прорези. Клюкарза используется для создания углублений, изображающих голову, крылья или хвосты птиц, если это предусмотрено эскизом. Древесину в процессе изготовления пряничных досок срезают постепенно, избегая появления глубоких сколов, и осторожно отделяют от основной массы. Для чистых срезов резка дерева происходит вдоль волокон.

### Резьба
Размер углублений в пряничной доске оказывает прямое влияние на размер рисунка, отпечатываемого на прянике. Инструмент нож-косяк применяется для создания рельефных узоров трёхгранно-выемчатой резьбой. Грани рисунка выполняются с открытым наклоном. После завершения резьбы наждачной бумагой убирают шероховатости и шлифуют места сколов. Ранее перед использованием пряничные доски было принято сушить на протяжении 5 лет и вываривать в конопляном или льняном масле. В настоящее время доску рекомендуется протереть подсолнечным маслом.

## Мотивы изображений
Основными сюжетами русских пряничных досок были орнаменты, архитектурные сооружения, птицы, животные, также встречались мотивы, заимствованные из народных сказок, с украшениями из коньков, львов, рыбок и символами центра мира, которые объединяли в себе земной, небесный и подземный уровни. На досках-пряницах также вырезали разнообразные гербы, в том числе и фамильные. Пряники с отпечатанными на обороте первыми буквами имени ангела-хранителя предназначались для больных. Так как пряники с надписями пользовались спросом, были популярными и востребованными доски для изготовления этого вида пряников. С течением времени появлялись сюжеты, отражающие ход современной жизни: пароход, паровоз, мельница. Самобытные пряничные формы были созданы в Твери в 1830—1840-х годах. Доски с изображением военных (иногда верхом) в мундирах с разновременными деталями — времен правления императоров Александра I и Николая I — отличаются очень простым исполнением и в то же время удачной передачей характеров «героев». Вероятно, они являются откликом на военные события первой трети XIX века. Местные жители называли эти формы «наполеонками».
Белорусские пряничные мотивы большей частью восходят к очень древним — это зооморфные: конь, петух (считалось, что он охраняет дом от любой беды), коза (олицетворение плодородия), рыба, фантастическая птица — последние два более поздние по происхождению. Антропоморфные изображения: «жытняя баба» или мать жита, «хозяйка» поля — архаический сюжет; «паненка». На свадебных пряниках из города Ветки на Гомельщине печаталось изображение дерева, подписанное «Сладкое дерево». Доски с архаическими мотивами отличает обобщённость форм, изображение животных в профиль, построение узора широкими округлыми выемками. Фон доски, склоны рельефа, части основного узора декорировались мелким рисунком в виде зубчиков, желобков, ёлочек. Даже в конце XIX столетия, когда глубокое символическое значение древних мотивов было забыто, резчики (в том числе городские) сохраняли их формальную сторону, исполняя рисунки на досках почти так же, как и их предшественники несколько веков назад. Несомненно это диктовалось непреходящим спросом на пряники с традиционными сюжетами. Мотивы, получившие распространение позже — рыба (щука), сказочная птица, выполнялись в другой манере. Основной рисунок «лёгкий, свободный, напоминающий графический» (Леонова), фон доски покрывался сплошным растительным узором, делая её очень живописной.
Пряничные еврейские доски (пурим бретель, в настоящее время собрание их находится в двух музеях Винницы — Краеведческом и Художественном) использовались для выпечки лишь один раз в год во время празднования Пурима. На разнообразных по геометрической форме досках вырезались фантастические чудовища, птицы, рыбы, звери, растительные орнаменты. Многие из них отличаются высоким художественным качеством. Вероятно, традиция создания резных пряничных форм пришла в еврейские местечки из России.
В Германии, так же как и во всей Западной Европе, пряники были сезонным зимним лакомством, связанным с Адвентом и Рождеством, а также некоторыми другими праздниками. Здесь пользовались популярностью мотивы с человеческими фигурами (иногда исполненными достаточно примитивно). Так, например, в Аахене на пряниках можно было увидеть рыцаря, рыночную торговку, представителей высшей знати («принца» и «принцессу»), всадника, Деву Марию, святых Николая и Мартина, абсолютное первенство принадлежит изображению Карла Великого, при котором город стал столицей Франкского государства. Были распространены и более простые формы — сердце, звезда, луна (месяц). Для паломников Венгрии и Богемии, посещавших местные монастыри, выпекались пряники с изображениями святого Вацлава и Иоганна Непомука.
Пряничное дело Венгрии испытало сильное влияние южногерманской традиции. Наиболее распространённые деревянные резные формы представляют экипаж, всадника, нарядно одетых мужчину и женщину, из библейских персонажей — Иисуса и Халева, сцены Рождества, а в годы подъёма национально-освободительного движения возрастала популярность пряников с венгерским гербом. Пряничную доску с изображением первого парохода на Балатоне вырезал в середине XIX века мастер Леандр Циттербарт (Leander Zitterbarth).

## Виды пряничных досок
В. С. Воронов выделил 5 основных типов русских пряничных досок: штучные, наборные, фигурные, городские и почётные. Фигурные доски были прямоугольной формы с разной глубиной резьбы и простыми узорами. Наборные доски нужны были для того, чтобы выпекать пряники небольшого размера, но в большом количестве.
На городских досках содержались резные надписи, обозначающие названия города, в котором был изготовлен пряник. На штучных досках располагались небольшие орнаменты и узоры. До наших дней сохранены пряничные доски с надписями «Линбурск», «Линбурския», «Линверс». В конце XIX — начале XX века на пряничных досках стали появляться надписи со словами «Олимпиада» или «Фестиваль». Размер и рельефы доски изготавливались с учётом назначения будущих пряников. Пряничные доски, предназначающиеся для изготовления заздравных, подарочных и свадебных пряников, были самыми большими. Их длина составляла около 1 аршина (71 сантиметр), а ширина была около 12 вершков (54 сантиметра).
Классификация Воронова используется до сих пор, хотя некоторые исследователи отмечают при её несомненных достоинствах и недостатки, основной из них — объединение изделий в группы по разнородным признакам: практическому назначению и декору.

### Фигурные пряничные доски
Особенности узоров и их выполнение на фигурных пряничных досках дают историкам основание считать, что они появились задолго до наступления XVIII века. Изделия были нужны для поштучного создания пряников. Фигурные пряничные доски были прямоугольной формы, на их лицевой стороне изображались звери, рыбы и птицы. Доски были разных размеров, примерно 19 × 24 см, 15 × 12 см и 21 × 38 см. Узоры отличались простотой.
Для украшения доски мастером создавалась резьба с мелкими узорами выемчатого характера разной глубины, которой определялись будущие очертания пряника. Вся лицевая сторона пряничной доски покрывалась узорами: сетками, бусами, зубчиками, копытцами, желобками и гребешками полукруглой формы. Использование комбинаций различных узоров создавало оригинальный орнамент. Существовало несколько элементов изображений, которые постоянно присутствовали на фигурных досках и были характерными элементами этого вида народного искусства — это силуэты коня, птицы и льва. Среди птиц были распространены изображения лебедя, петуха и птицы-павы, а также птицы, голова которой была обращена назад. На древних досках встречаются силуэты птицы-сирина. Созданные птицы отличались широкими формами, декоративными пропорциями и выразительными линиями.
Изображения рыб на пряничных досках стали фигурировать позже. Особое место занимало изображение «рыбы-стерляди» в нескольких положениях, в том числе и её изображение при помощи декоративной схемы.
Распространённой темой украшений пряничных досок были профиль льва и рельеф оседланного коня. Доски между собой отличались разной глубиной пряничного рельефа. Изображение зверей было одной из первичных тем досок-пряниц. Постепенно стали появляться другие сюжеты: изображения коров, гусей, овец, баранов, куриц. В XIX веке изображения на этом виде досок и техника выполнения резьбы стали меняться.

### Штучные пряничные доски
Штучные пряничные доски появились одними из самых первых. Их отличал небольшой размер: длина не превышала 20 сантиметров, а ширина — 15 сантиметров. Этими досками создавался рельеф на отдельных пряниках, которые отпечатывались поштучно. На досках преобладали орнаментальные узоры, были распространены мотивы западных орнаментов XVIII века. Среди распространённых элементов — круги, символизирующие солнце, и ременно-плетёные узоры.
Круги относятся к элементам, выполняемым в трёхгранно-выемчатой технике. Со временем им на смену пришла лепестковая розетка, которая также ассоциируется с символом солнечного круга. Ременно-плетёный узор состоял из постоянно повторяющихся элементов: 2 переплетённых фигур сердцевидной формы, 2 переплетённых сердцевидных фигур и окружности, ромбов, переплетённых квадратов и плетёнки из сердцевидных фигур и ромба. Существуют предположения, что такие узоры штучных пряничных досок могли быть заимствованы в других областях народного творчества. Развитие и распространение штучных досок-пряниц повлияло на возникновение и формирование других, более поздних типов досок. На пряничных штучных досках со временем стала появляться растительная орнаментика, рыбы, птицы — эти элементы были заимствованы с оформления фигурных досок. Затем штучные доски переняли элементы дизайна почётных досок. Пряники, изготовленные при помощи штучных досок, постепенно стали выполнять роль второстепенных почётных пряников, которые могли себе позволить купить малообеспеченные слои населения.
В коллекциях музеев сохранились штучные доски XVIII—XIX веков. На них наблюдается разнообразная резьба, в том числе и мелкоузорная выемчатая резьба, сделанная без особой чёткости и детальной порезки. Рельеф изделия невысокий, сделанный упрощённым способом. Под влиянием развития разных типов пряничных досок восточная орнаментика на штучных досках стала встречаться реже.

### Наборные пряничные доски
Доски этого типа получили широкое распространение для создания целых наборов пряников. Такие пряники отличались небольшим размером и квадратной, прямоугольной или трапециевидной формой. Пряники, изготовленные при помощи одной доски, отличались общими размерами и единым внешним видом. Пряничные наборные доски были нужны для производства большого количества пряников и часто использовались именно на специализированных предприятиях — пряничных заводах. Наборные доски соединяли общие черты с фигурными и штучными досками. При помощи наборной доски изготавливали одно большое изделие, которое впоследствии разделялось на отдельные пряники, каждый из которых обладал законченным узором и был готов к продаже и употреблению.
Углубления, сделанные на поверхности наборной доски, достигали 3—5 сантиметров. Сами доски были прямоугольной формы, их размеры варьировались. Изготавливались пряничные наборные доски длиной 25 и шириной 17 сантиметров, длиной 20 и шириной 25 сантиметров, а также длиной 34 и шириной 40 сантиметров. Существуют примеры наборных досок ромбической формы. Изготавливались доски с делениями трапециевидной формы, на которых присутствовали узоры с птицами и зверями. При помощи доски такого типа за раз можно было приготовить от 8 до 12 пряников. Существовали доски для создания 16—20 пряников, они содержали изображения зверей. Использовались также наборные доски с минимальным количеством орнаментальных мотивов. С их помощью выпекали за раз 36, 40, 50, 80 и 120 пряников небольшого размера. Такие пряники также называли грошевиками.
Мотивы наборных и фигурных досок пересекались. На наборных досках часто изображали птиц, лошадей, рыб, фигуры разных зверей и ременно-плетёные узоры геометрического характера. Присутствовали растительные мотивы, одинаковые изображения в рисунке доски повторялись многократно, отличались чёткостью и выразительностью. Со временем популярные мотивы видоизменялись, и прежде всего это касается изображений птиц. Среди элементов растительного узора чаще всего встречались расположенные симметрично цветы на стеблях и чашеобразные тюльпаны, овальные и круглые гранёные плоды, розетки. При создании рельефов использовались бытовые мотивы. Они впервые стали наноситься именно на этот тип досок и по частоте распространения стали конкурировать с растительными элементами и геометрическими мотивами.
Наборные доски стали изготавливаться с рельефами столов, кувшинов, самоваров, пирогов и корон. Со временем стали наноситься контуры часов, сапогов, пароходов, изображения людей, охотников, пастухов и многих других элементов, символизирующих реальную жизнь. Изготавливались доски с произвольным изображением часов с цепочкой, портретов и человеческих лиц. Но на новых досках не было той чёткости и выразительности, которая была характерна для наборных пряничных досок раньше.
Часто основные изображения дополнялись вспомогательными мотивами. На досках-пряницах могли повторяться изображения птиц, коней и львов.
Доски, рассчитанные на изготовление 80 и 120 пряников, декорировались мелкими узорами, с изображением фруктов и плодов, разных геометрических фигур. Среди элементов растительного и геометрического узора распространение получили розетки и звёздочки. Своим видом они напоминали штампы, которые присутствуют на переплётах старых кожаных книг.
Среди разновидностей наборных пряничных досок можно выделить две: наборно-подносные доски и наборно-картинные доски. Для них характерна единая композиция. Наборно-подносные доски отличаются крупными размерами с изображением круглого или прямоугольного, восьмигранного подноса и узорной каймы. На них выбиты изображения жареных птиц, фигурных пряников, ножей и кувшинов. Для наборно-картинных досок характерны орнаментальные и фигурные мотивы, располагающиеся в свободном композиционном стиле. Для наборных досок характерна симметрия веток, птиц из сказок, цветов, плодов, кувшинов и самоваров. Сюжеты часто логично не связаны между собой. Эти доски также можно отнести и к разновидности почётных пряничных досок. В XVIII веке почётные доски широко использовались из-за популярности изготовления такого вида пряников, а производство наборных досок активно происходило до последней четверти XIX века.

### Почётные пряничные доски
Изготовление почётных пряничных досок доверялось высококвалифицированным мастерам по дереву, способным выполнить самую сложную работу — надпись в зеркальном отражении на контррельефе. Этот тип изделий был распространён в середине XVIII века, и исследователи полагают, что он появился в конце XVII — в начале XVIII века. Почётные пряничные доски могли быть поздравительными или заздравными. Изготавливались крупных размеров и были значительно больше, чем пряничные доски других типов. Длина некоторых досок могла составлять 93 сантиметра, а ширина — 54 сантиметра. Эти доски были удлинённой прямоугольной формы, с углублённым рельефом. Известны доски и других форм: многоугольные и круглые. Композиция их рельефов была сложнее, чем у других типов пряничных досок, и доверялась мастерам с хорошей подготовкой. На некоторых из этих досок, сохранившихся до наших времён, видны имена их авторов. На декорирование изделий влияли разные факторы, многие узоры были заимствованы. При создании рельефов использовались симметричные фигурные клейма, в орнаменте встречались изображения птиц и зверей. Для почётных досок характерно преобладание узоров из орлов, растительного орнамента и архитектурных композиций. Часто изображение орла сочеталось с растительными элементами, изображениями единорога или льва, на таких досках могли присутствовать надписи.
Изготовлялись доски со сложными узорами. Для них было характерно использование разных композиций растительного узора. Присутствовали изображения тюльпанов и различных плодов. Такие узоры располагались симметрично, иногда дополнялись схематично трактованными фигурами птиц небольших размеров. В обрамляющих надписях присутствовали мотивы ременно-плетёного узора и круга-розетки, которые располагались в симметричном порядке. Эти мотивы почётные доски переняли от штучных пряничных досок. Некоторые почётные доски изготавливались для конкретных клиентов со специально сделанными надписями и рисунками. Одной из характерных особенностей досок могут быть круговые резные надписи. Надпись может содержать пожелание, какую-то определённую дату или имя мастера, который изготовил доску. Сохранились доски, надписи на которых датируются 1760—1790 годами, и доски с благодарностями за оказанные услуги или перечислениями характерных вкусовых особенностей пряников. Также есть почётные доски, которые содержат надписи, которые не поддаются чтению. Стилистика почётных досок в некоторых моментах уступает доскам наборным и фигурным, в их узорах не всегда есть связность. Среди элементов, дополняющих основной мотив, встречаются звёзды, полукруглые гребешки, розетки. Почётные доски формировались позднее, чем фигурные и наборные. Такие доски производились в Смоленской, Вологодской, Тверской, Владимирской губерниях.

### Городские пряничные доски
Городские пряничные доски характеризовались резными надписями с обозначением города, в котором они были изготовлены. Часто композицию дополняли резные орнаменты и узоры. Доски принимали форму удлинённых прямоугольников. Некоторые из надписей городских досок сохранились до наших дней, например, «сия ковришка вяземская» или «тула», «вологда». Буквы были вырезаны характерными гражданскими или церковными шрифтами, размещающимися с четырёх сторон доски и украшенными дополнительными элементами — листками зубчатой формы. Название города обычно располагалось посередине доски, композицию могла дополнять виноградная лоза. В некоторых случаях делалась лишь надпись без дополнительных элементов. Также изготавливались доски с бессвязным набором букв, и дополнительный орнамент на них был слишком простым и незамысловатым.
Среди городских досок выделяют разновидность изделий, которая содержит имена и инициалы заводчиков, а также приветственные пожелания. Примеры сохранившихся подписей на городских пряничных досках: «фабрики ивана», «во ожидании ответа», «кого люблю того дарю». Некоторые из этих досок также можно отвести к наборным доскам.
Резьба на таких досках не всегда выполнялась талантливыми мастерами, изготовление городских досок принято относить к периоду, когда пряничные предприятия переживали упадок. Но есть исключения, и среди городских досок можно встретить изделия со сложными узорами, среди которых есть короны, виноградные лозы, гроздья, вазоны. Пряники, изготавливаемые при помощи городских пряничных досок, отчасти потеряли своё назначение, и к ним относились как к обычным лакомствам, популярным у жителей деревень и городов. Городские пряники изготавливали во многих местах, однако доподлинно известно о сохранившихся образцах досок из Вологодской, Московской, Тульской, Калужской, Смоленской, Костромской, Нижегородской и Ярославской губерний. Городские доски и пряники, которые ими изготавливали, получили своё распространение в XIX веке и сохранились до наших дней.

## Комментарии
1. ↑  Здесь хранятся две самые ранние датированные городецкие формы для пряников — 1763 и 1766 годов[29].
2. ↑  Из около 500 предметов лишь 9 досок были привезены из этнографических экспедиций сотрудниками музея[21].
3. ↑  Так, на праздновании рождения будущего императора Петра I в Грановитой палате подавались «огромные коврижки» и среди них самая большая с гербом Московского государства[21].
4. ↑  В 1920-1930-е годы украинский краевед и художник Густав Брилинг собрал 399 пурим бретель[59].
5. ↑  В настоящее время (начало XXI в.), когда нюрнбергские пряники вырабатываются промышленностью круглый год, с началом Адвента частные пекарни Франконии изготавливают традиционную рождественскую выпечку, и пряники в том числе, строго следуя цеховым законам и старинным рецептам. На рождественских ярмарках продаются разнообразные формы для пряников, а в домашних хозяйствах в первую неделю Адвента выпекаются пряники и пряничные домики[28][24].

## Видео
- Передача «Ремесло», телеканал «Загородная жизнь», выпуск № 65 «Пряничный домик» на YouTube
- Передача «Ремесло», телеканал «Загородная жизнь», выпуск № 82 «Пряничный домик» на YouTube